# Estadio Chamartín
Het Estadio Chamartín was een multifunctioneel stadion in Madrid, de hoofdstad van Spanje. Het stadion werd tot 1946 gebruikt voor voetbalwedstrijden van de voetbalclub Real Madrid CF. In het stadion was plaats voor 25.000 toeschouwers. 

## Historie
Het stadion werd geopend in 1923 (officieel op 17 mei 1924 met een vriendschappelijk wedstrijd tegen Newcastle) en werd aanvankelijk Campo del Real Madrid Fútbol Club genoemd. Het werd gesloten in 1946. Het stadion werd gesloten toen Real Madrid in het nieuwe stadion ging spelen, het Nuevo Estadio Chamartín, later Estadio Santiago Bernabéu. Tijdens de Spaanse burgeroorlog liep het stadion flinke schade op, die in 1939 werd hersteld en tegelijkertijd werd het stadion toen uitgebreid naar 25.000 toeschouwers.